# Stanley Kubrick
Stanley Kubrick, född 26 juli 1928 i Bronx i New York, död 7 mars 1999 i Childwickbury nära Harpenden i Hertfordshire i Storbritannien, var en amerikansk filmregissör, manusförfattare och filmproducent. Kubrick började arbeta som fotograf och var känd som en perfektionist bakom kameran. Han startade sin regissörsbana inom film i USA men flyttade till England i början av 1960-talet för att spela in filmen Lolita; Kubrick blev kvar och bodde där resten av sitt liv. Han ägde Childwickbury Manor norr om St Albans och beskrevs som en enstöring. Erkänd som en av filmhistoriens mest egensinniga och särpräglade filmskapare, stod Kubrick för idel milstolpar under sin karriär från 1950- till 1990-talen. Det återkommande temat i hans filmverk var människans destruktiva natur. 
Stora delar av inspelningarna av hans senare filmer var egentligen uppbyggda scenografier, även då  det gällde omsorgsfullt reproducerade utländska platser, till exempel, scenerna i Full Metal Jacket, som var inspelade på Beckton Gasworks. Efter Full Metal Jacket ville Kubrick göra en film om judarna i andra världskriget. I april 1993 gick det ut i pressen att Stanley Kubrick skulle göra en ny film om en pojke och hans moster i det nazistockuperade Polen. Men när Steven Spielberg gjorde Schindler's List (1993) så dog tanken ut. Istället gick han vidare och 1995 rapporterades det att A.I.-projektet fortfarande var i planeringsstadiet och att Kubrick skulle göra en annan film först, Eyes Wide Shut, en film som han hade planerat sedan 1970-talet. Kubrick avled efter en hjärtinfarkt 1999, fyra dagar efter att han premiärvisat filmen Eyes Wide Shut för sin familj, för filmens skådespelare samt för representanter från Warner Bros. Och han dog innan inspelningen av hans sista projekt, A.I. - Artificiell Intelligens, hann börja. Den filmen färdigställdes av beundraren och kollegan Steven Spielberg.

## Biografi

### Barn- och ungdomsår
Stanley Kubrick föddes den 26 juli 1928 som Gertrude och Jacques Leonard Kubricks första av två barn. Hans syster, Barbara, föddes 1934. Fadern, som var jude med österrikisk-rumänsk och polsk bakgrund, var homeopatisk läkare. När Stanley föddes bodde familjen Kubrick i en lägenhet på 2160 Clinton Avenue i Bronx i New York.
När Kubrick var tolv år gammal lärde hans far honom att spela schack och spelet kom att bli en livslång passion. Han gav även sin son en kamera av märket Graflex när han var omkring tretton år gammal vilket ledde till att Kubrick fick ett intresse för fotografering. Under tonåren var Kubrick intresserad av jazz och gjorde ett kort försök på en karriär som trummis.
Kubrick gick på William Howard Taft High School åren 1941–1945 men var en dålig elev och gick ut skolan med betyget 67. Han tog examen 1945 men hans dåliga betyg, i kombination med den ökade efterfrågan på universitetsplatser då soldaterna återvände från andra världskriget, gjorde att eventuella förhoppningar om en högre utbildning inte var realistiska. Senare i livet sa Kubrick att ingenting i skolan intresserade honom. Hans föräldrar skickade honom att bo hos släktingar i Los Angeles i ett år.
När han gick i high school var han skolans officiella fotograf under ett år. Han gick kvällskurser på City College of New York under en period 1946 men slutade sedan. Han började söka jobb som frilansfotograf och när han tog examen hade han sålt en serie fotografier till tidningen Look. För att dryga ut hushållskassan spelade Kubrick schack för pengar i Washington Square Park och på diverse schackklubbar på Manhattan. Han blev fotograflärling på Look 1946 och fick senare fast anställning. (Många tidiga (1945-1950) fotografier av Kubrick har publicerats i boken "Drama and Shadows" (2005, Phaidon Press) och finns även med som extramaterial på specialutgåvan av DVD:n 2001 – Ett rymdäventyr från 2007)
Den 29 maj 1948 gifte han sig med Toba Metz. De bodde i Greenwich Village tills de skilde sig 1951. Samtidigt började Kubrick gå på filmvisningar på Museum of Modern Art och olika biografer i New York. Han blev speciellt inspirerad av regissören Max Ophüls komplexa, flytande kameraarbete. Ophüls filmer kom senare att influera den visuella stilen hos Kubricks filmer.

### Filmkarriär

#### Den tidiga karriären
1951 blev Kubrick övertalad av sin vän Alex Singer att börja göra korta dokumentärfilmer för March of Time som försörjde biografer med tidsaktuella kortfilmer. Kubricks första film blev Day of the Fight (1951). Filmen använde sig bland annat av så kallad "tracking shot" vilket innebär att kameran monteras på hjul så att den går att rulla. Detta sätt att filma kom senare att bli ett av Kubricks kännetecken. Trots att filmens distributör gick i konkurs samma år sålde Kubrick Day of the Fight till RKO Pictures till en förtjänst av 100 dollar. Stärkt av framgången hos sin första film sade Kubrick upp sig från sitt jobb som fotograf hos Look och började arbeta på sin andra korta dokumentärfilm Flying Padre. Hans tredje film, The Seafarers (1953), blev hans första färgfilm och var en 30 minuters lång marknadsföringsfilm för Seafarers' International Union. Dessa tre filmer är Kubricks enda bevarade bidrag till dokumentärfilmsgenren. Man tror dock att han var inblandad i fler kortfilmer, däribland World Assembly of Youth (1952). Kubrick har även hjälpt till att regissera ett avsnitt av TV-serien Omnibus som handlade om Abraham Lincolns liv. Ingen av dessa kortfilmer har officiellt givits ut men det finns många bootleg-versioner och klipp ur dem finns med i dokumentären Stanley Kubrick: A Life In Pictures. Dessutom har Day of the Fight och Flying Padre visats på TCM som en del i en kortfilmsfestival. Kubricks första långfilm blev Fear and Desire (1953).

## Kännetecken
Stanley Kubricks filmer har flera kännetecken och återkommande gemensamma drag. Bortsett från de första två långfilmerna och 2001 – Ett rymdäventyr är samtliga av Kubricks långfilmer baserade på existerande romaner. När han skrev manus till filmer samarbetade han även ibland med författare (vanligtvis författare av skönlitteratur). Men i filmen Full Metal Jacket samarbetade han med en journalist, som hade begränsad erfarenhet av att skriva filmmanus. Flera av hans filmer berättas av en berättarröst som ibland citerade direkt från originaltexten. Alla Kubricks filmer är i stor utsträckning, med eller utan berättarröst, filmade ur karaktärernas synvinkel. Trots att det blev omodernt att avsluta filmer med texten "The End" när man införde längre sluttexter fortsatte Kubrick att avsluta sina filmer med de orden långt efter att resten av filmindustrin slutat med det. I alla Kubricks filmer förutom The Shining är hans sluttexter i bildspelsform (I The Shining rullar texten.)
Från och med 2001 – Ett rymdäventyr använde sig Kubrick mestadels av redan producerad klassisk musik i sina filmer, i två fall (i A Clockwork Orange och The Shining) blev de elektroniskt omarbetade av Wendy Carlos. Han använde sig också ofta av glad popmusik på ett ironiskt sätt, speciellt i scener med förödelse och förstörelse, ofta i filmernas eftertexter eller slutscener. Kubricks filmer ses oftast som ironiska, kyligt observerade på avstånd. Men ett återkommande drag är en förtätad närvaro där vi kan identifiera oss med huvudpersonens känslor. I dessa scener tränger en stark känslosamhet fram. Vi betraktar inte längre scenen på avstånd utan dras in i karaktärens känslor. Ett exempel är scenen där huvudpersonen Alex i A Clockwork Orange återvänder till sitt föräldrahem och blir avvisad, och sedan djupt deprimerad. Andra exempel ur Barry Lyndon, kärleksscenen på balkongen till tonerna av Schubert eller scenen där Barry och Lady Lyndons son dör i sjuksängen. Här finns en intensiv empati som lätt glöms bort på grund av Kubricks omtalade ironiska stil.
Filmkritikern Roger Ebert noterade i sin recension av Full Metal Jacket att Kubricks filmer ofta innehåller en närbild av ett ansikte med huvudet lutat nedåt och ögonen uppåt i en för karaktären viktig scen. Kubrick använde sig också ofta av vidvinkelobjektiv, scener där kameran följer efter en karaktär och scener filmade i trånga korridorer eller platser med höga parallella väggar. Alla Stanley Kubricks filmer innehåller en scen som utspelar sig i eller precis utanför ett badrum.
Kubricks filmer har sällan imponerat på filmkritikerna vid premiärvisningar, men hyllas av senare tids filmkritiker. 

## Eftermäle
Asteroiden 10221 Kubrick är uppkallad efter honom.

## Filmografi
Kubrick stod ofta som regissör, producent och manusförfattare till sina filmer. I vissa fall samarbetade han dock med andra i arbetet med produktion och manusskrivande.
| År   | Film                   | Krediterad | Krediterad | Krediterad | Noter |
| År   | Film                   | Regissör   | Producent  | Manus      | Noter |
| ---- | ---------------------- | ---------- | ---------- | ---------- | --- |
| 1951 | Day of the Fight       | Ja         | Ja         |            | Dokumentärkortfilm |
| 1951 | Flying Padre           | Ja         |            | Ja         | Dokumentärkortfilm |
| 1953 | Fear and Desire        | Ja         | Ja         |            | |
| 1953 | The Seafarers          | Ja         |            |            | Dokumentärkortfilm |
| 1955 | Dödande kärlek         | Ja         | Ja         | Ja         | |
| 1956 | Spelet är förlorat     | Ja         |            | Ja         | |
| 1957 | Ärans väg              | Ja         | Ja         | Ja         | |
| 1960 | Spartacus              | Ja         |            |            | Nominerad – Golden Globe Award för bästa regi Nominerad – BAFTA Award för bästa film |
| 1962 | Lolita                 | Ja         |            | Ja         | Nominerad – Golden Globe Award för bästa regi |
| 1964 | Dr. Strangelove        | Ja         | Ja         | Ja         | Nominerad – Oscar för bästa film Nominerad – Oscar för bästa regi Nominerad – Oscar för bästa manus efter förlaga Nominerad – BAFTA Award för bästa brittiska manus                                                                                          |
| 1968 | 2001 – Ett rymdäventyr | Ja         | Ja         | Ja         | Oscar för bästa specialeffekter Nominerad – Oscar för bästa regi Nominerad – Oscar för bästa originalmanus Nominerad – BAFTA Award för bästa film |
| 1971 | A Clockwork Orange     | Ja         | Ja         | Ja         | Nominerad – Oscar för bästa film Nominerad – Oscar för bästa regi Nominerad – Oscar för bästa manus efter förlaga Nominerad – Golden Globe Award för bästa regi Nominerad – BAFTA Award för bästa regi Nominerad – BAFTA Award för bästa manus efter förlaga |
| 1975 | Barry Lyndon           | Ja         | Ja         | Ja         | BAFTA Award för bästa regi Nominerad – Oscar för bästa film Nominerad – Oscar för bästa regi Nominerad – Oscar för bästa manus efter förlaga Nominerad – Golden Globe Award för bästa regi                                                                   |
| 1980 | The Shining            | Ja         | Ja         | Ja         | Nominerad – Saturn Award för bästa regi Nominerad – Razzie för sämsta regissör |
| 1987 | Full Metal Jacket      | Ja         | Ja         | Ja         | Nominerad – Oscar för bästa manus efter förlaga |
| 1999 | Eyes Wide Shut         | Ja         | Ja         | Ja         | |